# José Manuel Romero Barrios
José Manuel Romero Barrios, es un obispo católico. Actualmente es el Obispo de la diócesis de El Tigre y anteriormente fue obispo auxiliar de la  diócesis de Barcelona.

## Biografía[3]
Nació en Pariaguán, estado Anzoátegui, Venezuela, el 9 de abril de 1955.

### Estudios y títulos obtenidos
- Seminario Mayor Interdiocesano de Caracas, Filosofía.
- Pontificia Universidad Gregoriana de Roma, obteniendo la Licenciatura en Teología Dogmática.

## Sacerdocio
Ordenado presbítero el 1 de diciembre de 1979 para la Diócesis de Barcelona.

### Cargos
- Vicario de "San Juan Bautista" en Aragua de Barcelona.
- Vicerrector y prefecto de disciplina del Seminario Menor de Barcelona.
- Rector del Seminario Menor.
- Párroco de "Nuestra Señora del Carmen" en Barcelona.
- Párroco de la Catedral de Barcelona.
- Subdirector del Instituto Universitario/Seminario interdiocesano "Santa Rosa de Lima" de Caracas.
- Rector del Teologado del Seminario Interdiocesano de Caracas.
- Vicerrector de la Universidad "Santa Rosa de Lima" de Caracas.
- Vicario episcopal para la pastoral.
- Párroco de "El Espíritu Santo" en Barcelona.
- Vicario general de la Diócesis de Barcelona.
- Capellán militar de Barcelona.

## Episcopado

### Obispo Auxiliar de Barcelona (Venezuela)
El 2 de febrero de 2012, el Papa Benedicto XVI lo nombró Obispo Auxiliar de la Diócesis de Barcelona (Venezuela) y III Obispo Titular de Materiana.
El 14 de abril de 2012 fue ordenado obispo en la Catedral de Barcelona (Venezuela) por Mons. César Ramón Ortega Herrera, (Obispo de Barcelona), fueron concelebrantes asistentes el Cardenal Jorge Urosa Sabino (para el momento, Arzobispo de Caracas) y Mons. Diego Padrón Sánchez (para el momento, Arzobispo de Cumaná y presidente de la Conferencia Episcopal Venezolana).

### Obispo de El Tigre
El 31 de mayo de 2018, el Papa Francisco lo nombró I Obispo de la Diócesis de El Tigre, tras haberla erigido el mismo día. 
Tomó posesión el 18 de agosto de 2018, en el Santuario mariano Nuestra Señora del Valle, la cual es la catedral de esta sede episcopal.

## Sucesión
| Predecesor: Diócesis creada                   | I Obispo de El Tigre 2018-presente                                                   | Sucesor: En el cargo               |
| Predecesor: No tiene                          | Obispo Auxiliar de Barcelona (Venezuela) 2 de febrero del 2012 - 31 de mayo del 2018 | Sucesor: No tiene                  |
| Predecesor: Mons. Jorge Maria Hourton Poisson | III Obispo Titular de Materiana 2 de febrero del 2012 - 31 de mayo del 2018          | Sucesor: Mons. Algirdas Jurevičius |